# Torneo de Dubái 2010
El Torneo de Dubái es un evento de tenis que disputado en Dubái, Emiratos Árabes Unidos, entre el 21 y 28 de febrero de 2010.

## Campeones

### Individuales Masculino
Novak Djokovic vence a  Mijaíl Yuzhny, 7–5, 5–7, 6–3.

### Individuales Femenino
Venus Williams vence a  Victoria Azarenka, 6–3, 7–5.

### Dobles Masculino
Simon Aspelin /  Paul Hanley vencen a  Lukáš Dlouhý /  Leander Paes, 6–2, 6–3.

### Dobles Femenino
Nuria Llagostera Vives /  María José Martínez Sánchez vencen a  Květa Peschke /  Katarina Srebotnik, 7–6(5), 6–4.